# Generador termoelèctric

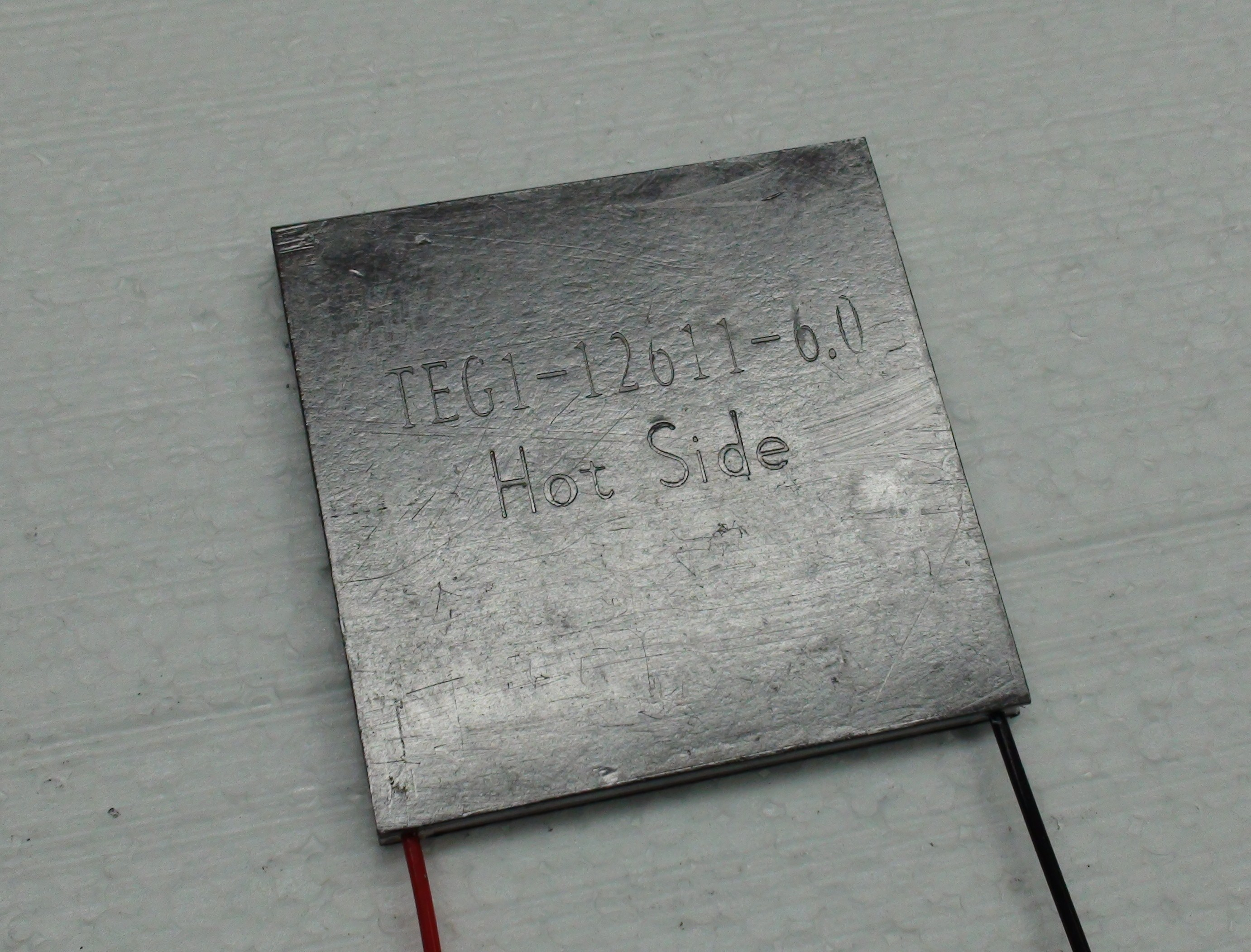
Imatge d'un mòdul Seebeck termoelèctric (w:en:generador termoelèctric), aparentment fabricat per TECTEG MFR..

Efecte Seebeck en una termopila feta amb filferros de ferro i coure.

Un generador termoelèctric (TEG), també anomenat generador Seebeck, és un dispositiu d'estat sòlid que converteix el flux de calor (diferències de temperatura) directament en energia elèctrica mitjançant un fenomen anomenat efecte Seebeck (una forma d'efecte termoelèctric). Els generadors termoelèctrics funcionen com els motors tèrmics, però són menys voluminosos i no tenen peces mòbils. Tanmateix, els TEG solen ser més cars i menys eficients.
Els generadors termoelèctrics es podrien utilitzar a les centrals elèctriques per convertir la calor residual en energia elèctrica addicional i als automòbils com a generadors termoelèctrics d'automòbil (ATG) per augmentar l'eficiència del combustible. Els generadors termoelèctrics de radioisòtops utilitzen radioisòtops per generar la diferència de temperatura necessària per alimentar les sondes espacials.
L'eficiència típica dels TEG és d'un 5-8%. Els dispositius més antics utilitzaven unions bimetàl·liques i eren voluminosos. Els dispositius més recents utilitzen semiconductors altament dopats fets de tel·lurur de bismut (Bi₂Te₃), tel·lurur de plom (PbTe), òxid de manganès de calci (Ca₂Mn₃O8), o combinacions d'aquests, en funció de la temperatura d'aplicació. Són dispositius d'estat sòlid i, a diferència de les dinamos, no tenen peces mòbils, amb l'excepció ocasional d'un ventilador o bomba per millorar la transferència de calor. Si la regió calenta és al voltant de 1273K i s'implementen els valors ZT de 3 - 4, l'eficiència és d'aproximadament 33-37%; permetent als TEG competir amb determinades eficiències del motor tèrmic.
A partir del 2021, hi ha materials (alguns contenen arsènic i estany àmpliament disponibles i de baix cost) que arriben a un valor ZT > 3; monocapa{\displaystyle {\ce {AsP3}}} (ZT = 3,36 a l'eix de la butaca); dopat de tipus n{\displaystyle {\ce {InP3}}} (ZT = 3,23); dopat tipus p{\displaystyle {\ce {SnP3}}} (ZT = 3,46); dopat tipus p{\displaystyle {\ce {SbP3}}} (ZT = 3,5).
Els materials termoelèctrics generen energia directament a partir de la calor convertint les diferències de temperatura en voltatge elèctric. Aquests materials han de tenir una conductivitat elèctrica alta (σ) i una conductivitat tèrmica baixa (κ) per ser bons materials termoelèctrics. Tenir una conductivitat tèrmica baixa garanteix que quan un costat s'escalfa, l'altre costat es mantingui fred, la qual cosa ajuda a generar una gran tensió mentre es troba en un gradient de temperatura. La mesura de la magnitud del flux d'electrons en resposta a una diferència de temperatura a través d'aquest material ve donada pel coeficient de Seebeck (S). L'eficiència d'un determinat material per produir una potència termoelèctrica s'estima simplement per la seva "figura de mèrit" zT = S 2 σT/κ.